# Jorge Vargas González
Jorge Vargas González (Pichilemu, 8 de febrero de 1967) es un profesor y político chileno, condenado por corrupción, exmilitante del Partido Demócrata Cristiano y, en la actualidad, cercano a la militancia del partido Unión Demócrata Independiente (UDI).
Fue el alcalde de Pichilemu entre 1996 y 1998, y entre 1999 y 2007. Estuvo apartado de su cargo entre 1998 y 1999 mientras era investigado por la entrega de licencias de conducir falsas, y en 2007 renunció a su cargo tras ser condenado y destituido por cohecho y presentación de testigos falsos. En 2016 intentó volver a la alcaldía, sin éxito.
El 11 de marzo de 2018 asumió como miembro del Consejo Regional de O'Higgins, representando la provincia Cardenal Caro, cargo que ejercerá hasta el 2025.
Desde 2007 es director de la radio Somos Pichilemu.[cita requerida]

## Estudios
Nació en Pichilemu, en el antiguo departamento colchagüino de Santa Cruz, el 8 de febrero de 1967, hijo de Jorge Enrique Vargas López y Mercedes del Carmen González González. Realizó su educación primaria en las escuelas pichileminas Doctor Díaz Lira (hoy Colegio de la Preciosa Sangre) y E-367 (actual Escuela Digna Camilo Aguilar). Cursó la secundaria en el Instituto Regional Federico Errázuriz de Santa Cruz y en el Liceo C-25 (Liceo Agustín Ross Edwards), en la capital de Cardenal Caro.
Cursó estudios de pedagogía en educación física en la Pontificia Universidad Católica de Chile, sede Maule, entre 1987 y 1991. En 1994 obtuvo el título de técnico en gestión administrativa de la Universidad Metropolitana de las Ciencias de la Educación. Posee también una licenciatura en educación con mención en administración educacional y magíster en gestión y planificación de la Universidad Diego Portales.
Fue profesor de educación física en establecimientos educacionales de Pichilemu entre 1994 y 1999.
Contrajo matrimonio en Santiago el 27 de febrero de 1998 con Andrea Aranda Escudero (n. 27 de mayo de 1972). Tienen tres hijas: Camila, Alicia y Emilia.

## Actividad política

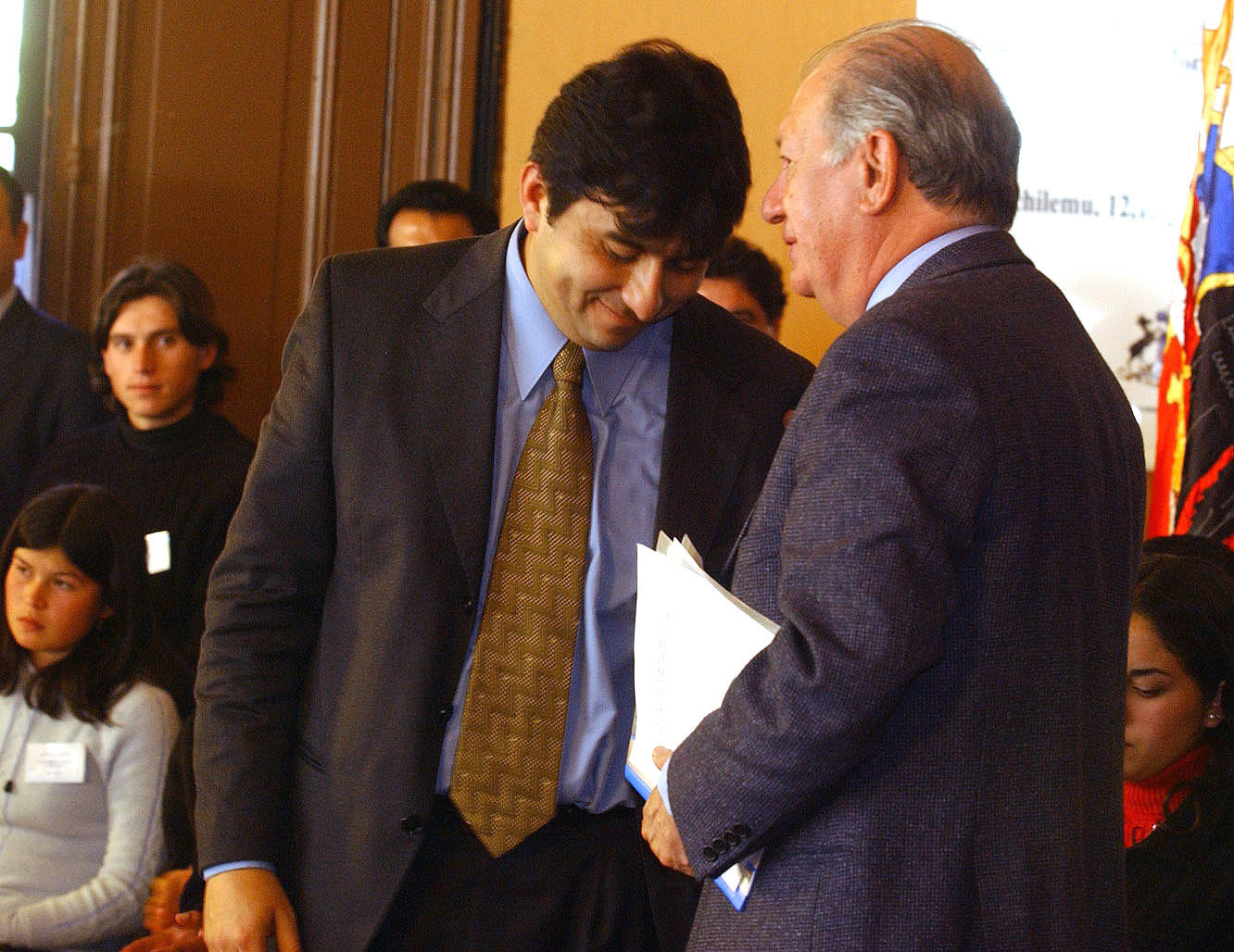
Vargas y el presidente Ricardo Lagos, en 2002.

Ingresó al Partido Demócrata Cristiano (PDC) en 1987 y fue elegido como coordinador provincial de la Juventud DC Cardenal Caro al año siguiente, además de Presidente de la Democracia Cristiana Universitaria. En 1989 fue elegido secretario general de la Federación de Estudiantes de la sede de Talca de la Pontificia Universidad Católica de Chile. Al año siguiente fue elegido presidente de dicha federación, consejero asesor del Centro de Formación Social del Obispado de Talca y consejero provincial de la Juventud Demócrata Cristiana en Talca.
Entre 1992 y 1996 ejerció como concejal de la comuna de Pichilemu, siendo elegido con la segunda mayoría, con 732 votos (12.38%) de un total de 5.915. En 1996 fue elegido alcalde de Pichilemu, recibiendo 1.855 votos (29.20%) de un total de 6.352. En 1997 fue elegido presidente de los alcaldes y concejales de la provincia Cardenal Caro
Entre noviembre de 1998 y noviembre de 1999 estuvo alejado del cargo de alcalde por asuntos judiciales (véase Encarcelamiento por corrupción). Fue reelecto como alcalde en 2000 con 2.596 votos (40.75%), y en 2004 con 2.958 votos (43.37%). En septiembre de ese año lanzó su disco “Heredero de tu amor”.
Tras ser condenado en el denominado caso Video y Calendarios (véase Robo de fondos fiscales para su campaña política), renunció al cargo de alcalde en julio de 2007. Desde ese año es director de la Radio Somos Pichilemu, propiedad de su esposa.
Candidato independiente a alcalde en 2016, no logró ser electo. Obtuvo 2.797 votos (34,3%).
En 2017 fue candidato a consejero regional, representando a la provincia Cardenal Caro, logrando acceder al cargo para el período 2018-2022. Es independiente apoyado por la Unión Demócrata Independiente.[cita requerida]

## Actividad delictual

### Proceso por licencia de conducir falsa
El 7 de noviembre de 1998 fue suspendido de su cargo por entregar licencias falsas. El titular del Juzgado de Letras de Pichilemu, Mario Madariaga, lo condenó a 541 días de pena remitida por otorgar en forma ilegal una licencia de conducir, en agosto de 1999. El Mercurio describió los hechos así:

A Vargas se le responsabiliza de extender, en su condición de juez de policía local de Pichilemu, una licencia ilegal para conducir y hacer caso omiso de la sanción que el tribunal de Melipilla le había cursado al pequeño comerciante Patricio Muñoz, en noviembre del año pasado, luego que carabineros sorprendiera a éste conduciendo en estado de ebriedad.

### Robo de fondos fiscales para su campaña política
En 2003 fue acusado de usar dinero de la municipalidad para regalar calendarios con su imagen, fue conocido como Caso Calendarios. La querella por los delitos de malversación de fondos, falsificación de instrumentos públicos, fraude, negociación incompatible, cohecho, estafa y asociación ilícita fue presentada por cuatro concejales de la comuna de Pichilemu. La cantidad de dinero involucrada en las irregularidades supera los 19 millones de pesos.
En el marco del denominado Caso Calendarios -Vargas fue acusado de usar dinero público para hacer circular calendarios con su rostro-, en 2007 Vargas fue condenado por el delito de cohecho a 540 días de presidio menor en su grado mínimo; siete años de inhabilitación absoluta para cargos públicos; suspensión del cargo durante la condena; y al pago de una multa de cuatro millones de pesos. Además, fue sentenciado a 540 días de presidio menor en su grado mínimo, inhabilitación mientras dure la sentencia; multa de 20 UTM (cerca de 700 mil pesos) y pagar las costas del juicio; por presentar testigos falsos en el proceso por cohecho. A través de una carta, el 20 de julio de 2007 -más de un mes después de ser destituido por el juez Moreno- renunció a la alcaldía de Pichilemu. Medios locales calificaron el gesto como "tardío", "irrelevante" y "de poca altura".